# Univers de La Roue du temps
Vous pouvez aider à l'améliorer ou bien discuter des problèmes sur sa page de discussion.
- Il peut contenir un travail inédit ou des déclarations non vérifiées. Vous pouvez l’améliorer en ajoutant des références. (Marqué depuis mars 2025)

Vous pouvez aider à l'améliorer ou bien discuter des problèmes sur sa page de discussion.
- Il ne cite pas suffisamment ses sources. Vous pouvez indiquer les passages à sourcer avec {{référence nécessaire}} ou {{Référence souhaitée}}, et inclure les références utiles en les liant aux notes de bas de page. (Marqué depuis mars 2025)

- Archive Wikiwix
- Bing
- Cairn
- DuckDuckGo
- E. Universalis
- Gallica
- Google
- G. Books
- G. News
- G. Scholar
- Persée
- Qwant
- (zh) Baidu
- (ru) Yandex
- (wd) trouver des œuvres sur Wikidata

Cet article présente l'univers du cycle La Roue du temps, de Robert Jordan.

## Histoire
La Roue du Temps tisse la Dentelle des Ères et, ce faisant, assemble les fils du destin de chacun. La magie qui fait tourner la Roue du Temps s'appelle le Pouvoir unique. Le Pouvoir Unique est composé de deux parties étroitement liées, l'une masculine "le Saidin" et l'autre féminine "la Saïdar". Certaines personnes ont la possibilité d'utiliser cette source d'énergie pour accomplir ce qui relève de l'impossible pour le commun des mortels. Ces personnes étaient appelées Aes Sedai (Les Serviteurs de Tous) puisqu'elles mettaient à la disposition du reste de l'humanité leurs pouvoirs pour faire régner la paix. On a appelé cet âge d'or l’Ère des Légendes.
Malheureusement, certains Aes Sedai ont creusé dans sa prison Shayol Ghul un trou qui a libéré le Ténébreux. Celui-ci a aussitôt entrepris de conquérir le monde et tuer le temps pour régner, avec l'aide des 13 Réprouvés (13 Aes Sedaï parmi les plus puissants passés aux ténèbres en échange de la vie éternelle) et des créatures démoniaques issues des expériences d'Aginor (un de ces réprouvés), tels les Trollocs et les Myrdraals. 
Les Aes Sedai restants étaient divisés quant aux moyens à utiliser pour mettre fin à cette menace. Un groupe d'Aes Sedai masculins au nombre de 113 et portant le nom de "Cent Compagnons" avec à leur tête le plus puissant d'entre eux, Lews Therin Telamon aussi appelé "le Dragon", décidèrent d'aller jusqu'au Shayol Ghul afin de sceller le trou de la prison du Ténébreux. Ils forgèrent sept sceaux de Cuendilar (Pierre à cœur, censée être plus résistante que n'importe quel matériau) pour maintenir la prison fermée, qu'ils fixèrent grâce au Pouvoir unique. Ce faisant, ils enfermèrent également les treize Réprouvés qui étaient présents à ce moment-là.
Cependant, durant le combat, le Ténébreux contamina la partie masculine du Pouvoir Unique. Le Dragon ainsi que les 68 survivants des Cents Compagnons devinrent fou immédiatement. Les Aes Sedai mâles qui ne faisaient pas partie de l'offensive menée par le Dragon furent atteints par la "Souillure", et devinrent progressivement fous eux aussi. La "Souillure" en plus de rendre fou faisait aussi pourrir les Aes Sedaï vivants, c'est-à-dire que leurs corps se décomposaient alors même qu'ils étaient encore vivants. Ils commencèrent donc à tuer leurs proches et à détruire le monde. Ainsi finit l'Ère des légendes et commença la destruction du monde, qui s'acheva avec la mort du dernier Aes Sedaï masculin.
Depuis, de nombreuses années ont passé, le souvenir s'est transformé en légende, et la légende s'est transformée en mythe, et même le mythe est à présent quasiment oublié. Les sceaux de la prison sont sur le point de se rompre, mais il est dit que quand ce temps viendra, un nouveau Dragon se lèvera et qu'il détruira à nouveau le monde avant, peut-être, de le sauver.

## Pouvoir unique
Le Pouvoir unique est la force qui maintient en mouvement continu la Roue du temps. Il est puisé de la Vraie Source, qui est elle-même constituée de deux parties bien distinctes : le Saidin, partie masculine et la Saidar, partie féminine. Ce pouvoir (semblable à de la magie) est utilisé par les hommes et femmes sachant le canaliser.

### Nature de la Vraie Source
La Vraie Source est la source du Pouvoir Unique. Elle est divisée en une moitié femelle (la saidar) et une moitié mâle (le saidin), qui œuvrent à la fois ensemble et l'une contre l'autre pour faire tourner la Roue du Temps. La Vraie Source ne peut être épuisée par les personnes la canalisant, de la même façon qu'une rivière ne peut être épuisée par une roue à aubes. Chaque moitié du Pouvoir unique ne peut être utilisée que par les personnes du sexe associé (le saidin pour les hommes et la saidar pour les femmes).
Les utilisations du Pouvoir unique sont nombreuses : on peut soulever une personne, créer des boules de feu, invoquer des éclairs, faire pleuvoir, etc.
Cependant, il y a aussi des utilisations spécifiques du Pouvoir Unique, appelées Talents. Voici une liste non complète de Talents :
- Guérir : permet de guérir une personne d'une maladie, d'une blessure.
- Voyager : aller d'un endroit connu à un endroit que l'on connaît.
- Planer : pour se rendre à partir d'un lieu qu'on connaît à un lieu que l'on ne connaît pas. Ce moyen est plus lent que le Voyage.
- Compulsion : un moyen par le Pouvoir d'obliger quelqu'un à faire quelque chose contre son gré. Ce Talent est principalement utilisé par les Réprouvés mais est aussi possédé par Liandrin à un moindre degré.
- Contrôler le vent : spécialité du Peuple de la Mer, permet à ceux-ci de donner un vent favorable pour naviguer et éviter des tempêtes en contrôlant les vents.
- Lire les Ter'angreal : redécouvert par Aviendha, ce Talent permet, en manipulant le ter'angreal, de comprendre sa fonction.
- Prédiction : permet de connaître quelques grands changements du Dessin. Elaida le possède occasionnellement.
- Voir les Ta'veren : ce Talent est encore plus rare que les dits Ta'veren. Siuan Sanche est une des rares personnes le possédant (cf. Tome 3 en V.F. (Le Cor de Valère)).
- Rêver : les rêveuses ou rêveurs sont très rares. Ce talent permet d'accéder au Monde Invisible ou "Tel'aran'rhiod".

### Différences dans le Pouvoir Unique
Il y a de nombreuses différences entre le saidin et la saidar. Il est impossible pour une femme canalisant la saidar d'apprendre à un homme à canaliser le saidin. Un proverbe utilisé dans la série dit : « Un chat peut-il apprendre à un chien à grimper aux arbres et un oiseau apprendre à un poisson à voler ? ».
Mais les différences ne s'arrêtent pas là. En effet, le Pouvoir Unique est constitué de cinq flots distincts, qui sont :
- L'Eau
- L'Air
- L'Esprit
- Le Feu
- La Terre

Or ces flots ne sont pas répartis de la même façon chez les hommes et chez les femmes. Ainsi en général, les hommes sont plus habiles à utiliser le Feu et la Terre et les femmes l'Eau et l'Air. L'Esprit cependant est également réparti entre les deux sexes. Le mode d'utilisation de la canalisation pour certaines actions varie de la même façon selon les personnes.
Ainsi si une femme veut éteindre un feu, elle utilisera des flots d'Eau, tandis qu'un homme dispersera la chaleur par des flots de Feu (une femme essayant cela aura de fortes chances de se brûler).
Une autre différence entre les Hommes et les Femmes dans l'utilisation du Pouvoir Unique est la manière de faire un Portail, pour Voyager.
Alors que les femmes créent une similitude dans le dessin dans les deux endroit entre lesquels elles veulent se rendre, les hommes forent un trou dans le dessin, le distordant, pour se rendre d'un endroit à un autre. Si l'un ou l'autre sexe essaie l'autre méthode, il risque de se faire annihiler par le dessin.

### Organisations avec le pouvoir

#### Aes Sedai
Les Aes Sedai sont, à l'heure actuelle, les femmes qui canalisent la saidar. La Tour Blanche, à Tar Valon, est l'endroit où elles sont entraînées avant d'être officiellement appelées Aes Sedai (Servants de Tous dans l'Ancienne Langue). Le plus haut poste est détenu par l'Amyrlin, qui est élue à vie par l'Assemblée de la Tour. Depuis la fondation de Tar Valon, les Aes Sedai ont joué un rôle majeur dans la diplomatie internationale. On dit que ce sont elles qui installaient les Rois et les Reines sur les trônes. Ce sont elles aussi qui règlent les conflits majeurs. Chez les Aes Sedai, l'apprentissage du Pouvoir se fait en trois temps :
- Novices : elles sont tout de blanc vêtues, et n'ont quasiment pas le droit de canaliser. Elles effectuent des corvées pour entraîner le corps et l'esprit. Elles sont extrêmement cadrées pour éviter de se « brûler » en attirant trop de pouvoir. Elles apprennent le contrôle d'elles-mêmes et de la saidar.
- Acceptées : elles sont aussi habillées de blanc, mais avec une frange au bas de la robe et des manches, striées des 7 couleurs de chaque Ajah, et portent un anneau en forme de serpent qui se mord la queue. Elles ont une bien meilleure maîtrise du Pouvoir, et peuvent même donner des cours à des novices. Du temps pour l'étude leur est accordé.
- Aes Sedai : après avoir prêté les Trois Serments, elles se distinguent par leur aspect d'éternelle jeunesse, et il est impossible d'estimer leur âge. Étant réparties par Ajah, elles en portent principalement la couleur, ne serait-ce que par leur châle. Leur maîtrise du Pouvoir est censée être au paroxysme, les rendant capables de rester calmes dans n'importe quelle situation. Certaines se consacrent à la recherche de connaissances et Talents perdus (Ajah Brune), d'autres au combat contre l'ombre (Ajah Verte), d'autres à la Guérison (Ajah Jaune), la Diplomatie (Ajah Grise), la logique (Ajah Blanche), les hommes qui canalisent (Ajah Rouge), ou les grandes causes (Ajah Bleue).

#### Asha'man
Regroupés dans la Tour Noire en Andor, par opposition à la Tour Blanche (bien que la Tour Noire ne soit qu'une ferme étendue et cernée d'un mur noir en construction), les Asha'mans sont une organisation créée par Rand al'Thor, dans le but d'avoir des armes pour se battre. Ce sont tous des hommes qui canalisent, et représentent donc un danger. Dans l'Ancienne Langue, Asha'man signifie Gardien, dans le sens de gardien de la justice et de la vérité, qui ne se bat que pour une juste cause. Cependant, leur rôle est essentiellement la destruction. Le leader des Asha'man est le Dragon Réincarné, mais celui-ci s'occupant de préparer le Monde à la Dernière Bataille, la personne qui les contrôle est Mazrim Taim. Leur entraînement est totalement différent de celui des femmes. Les Asha'man accomplissent tout avec le Pouvoir Unique, pour gagner en maîtrise beaucoup plus rapidement. Ils sont entraînés par Mazrim Taim, qui se fait appeler le M'hael (« Leader » en Ancienne Langue), un faux Dragon qui s'est rapproché de Rand après son amnistie pour les hommes qui canalisent.
Il y a trois étapes dans l'évolution du statut des Asha'man : 
- Soldat : c'est le grade le plus bas de la hiérarchie de la Tour Noire. Vêtus d'une veste noire et d'une épée, ils sont entraînés à manier l'épée et le Pouvoir en même temps dans le but de se défendre en toute circonstance. Les corvées sont réalisées avec le pouvoir, et il arrive que certains meurent de cette façon, ou qu'ils deviennent fous après deux jours d'apprentissage.
- Dédiés : en plus de la veste noire, ils portent une épingle sur le col en forme d'épée. Ils sont plus puissants que les soldats en général, et peuvent souvent Voyager, ce qu'ils font pour recruter de nouveaux adhérents. Ils partent en guerre en cas de besoin.
- Asha'man : l'épingle en forme d'épée est contrebalancée par une autre en forme de Dragon en émail rouge. Ils sont aux commandes des dédiés et des soldats. Ils sont spécialisés dans l'utilisation du Pouvoir en tant qu'arme, comme ils l'ont démontré à la Bataille des Puits de Dumaï.

### Dans l’Ère des Légendes
Certains chercheurs ont essayé de trouver une source commune au canalisage. C'est le cas de Mierin Eronaile (voir Lanfear), qui après des années de recherche a découvert un moyen pour les hommes et les femmes de canaliser à partir de la même source. Elle a ainsi foré un trou qui se révèlera être un passage vers la prison du Ténébreux. Ce type de canalisage se fait à partir du Ténébreux lui-même et s'appelle le Vrai Pouvoir, beaucoup plus corruptible et addictif que le Pouvoir Unique.

### La Destruction du Monde et la souillure du Saidin
Après l'Attaque du Shayol Ghul  pendant la Guerre du Pouvoir par Lews Therin Telamon et les Cent Compagnons (les 113 plus puissants hommes canalisant le saidin dans l'Ère des Légendes), le Ténébreux, réenfermé dans sa Prison, a placé une souillure sur le saidin, rendant fou tout homme qui canalise. Tous les hommes canalisant sont devenus fous et ont détruit le Monde, plongeant celui-ci dans une nouvelle Ère, où la crainte d'un homme qui canalise le saidin est plus forte que l'imminence de la Tarmon Gai'don, la Dernière Bataille.
Depuis la Destruction du Monde, la face de la Terre a changé. En effet, les continents ont bougé et des montagnes s'élèvent dans les anciennes plaines. Pour éviter qu'une nouvelle destruction du Monde ne s'accomplisse, les membres de l'Ajah Rouge se consacrent à la recherche et à la neutralisation des hommes qui peuvent canaliser, craignant la Folie qui s'empare d'eux irrémédiablement. En effet, la souillure du saidin, de nature inconnue, est une nappe au-dessus du saidin, ce qui empêche les hommes qui canalisent de rester sains, cette souillure s'insinuant en eux à chaque utilisation du Pouvoir. Leur corps commence à pourrir et il se peut qu'ils entendent des voix, devenant fous.

### En rapport avec le Pouvoir
De nombreux objets sont reliés au Pouvoir unique. C'est le cas des angreals, sa'angreals et des ter'angreals. Ils ont été créés avec le Pouvoir, dans le but d'utiliser le Pouvoir (les angreals pour canaliser plus de Pouvoir, les sa'angreals pour pouvoir en attirer encore plus, et les ter'angreal pour des usages aussi multiples que variés).
Certaines épées, notamment celles marquées du héron, symbole d'un maître ès-armes, ont souvent été forgées avec le Pouvoir. Elles n'ont ainsi  pas besoin d'être aiguisées et ne se brisent pas.
Les sceaux sur la prison du Ténébreux sont en cuendillar, de l'acier renforcé par le Pouvoir qui les rend indestructibles.
Les Voies sont des routes hors du Monde qui permettent de se déplacer plus vite que dans le monde réel, même si de nos jours elles sont devenues dangereuses.

## Artefacts et objets deLa Roue du temps

### A'dam
L'a'dam est un objet magique, utilisé par les Seanchans.
Cet artefact est constitué d'un anneau et d'un bracelet, reliés ensemble par une laisse. Le collier est passé autour du cou d'une Damane, une femme capable de canaliser. Le bracelet est porté par une Sul'dam.
La Sul'dam contrôle les faits et gestes de la Damane, dont elle ressent les émotions, les sentiments et le canalisage par le biais de l'A'dam. Elle peut également lui infliger des tortures diverses et variées (coups, fouets, etc.) n'importe où sur le corps, pour forcer l'obéissance de la Damane.
Si le bracelet n'est pas porté par une Sul'dam, la Damane est incapable de canaliser, cela lui provoquant une atroce douleur si elle essaye de puiser plus qu'un très maigre filet du Pouvoir Unique. Elle est de plus incapable de déplacer l'a'dam, cela lui provoquant des courbatures extrêmement douloureuses. Elle ne peut pas non plus saisir d'arme, y compris des armes improvisées (comme un broc d'eau : elle ne pourra le manipuler à nouveau pour boire ou se laver, qu'en ne pensant plus à s'en servir comme d'une arme).
Il existe également un A'dam pour homme, étant constitué d'un collier et de deux bracelets (non reliés). Il faut deux femmes portant les bracelets pour contraindre l'homme.
Egwene, qui a été livrée aux Seanchans par Liandrin, une Aes Sedai de l'Ajah Noire, est devenue une Damane. Après la bataille de Falme, qui a dérouté les Seanchans, elle jure que plus jamais elle ne portera un tel objet.
L'a'dam est le premier Ter'Angreal qu'Elayne a été capable de créer. Elle a fabriqué une version sans laisse de l'a'dam, afin de contrôler la Réprouvée Moghedien, qui exécute des travaux de domestique pour leur compte à Salidar.

### Angreal
Un angreal est un artefact du Pouvoir, un objet qui permet de canaliser davantage de Pouvoir unique qu'il serait possible de le faire pour son utilisateur en temps normal.
Les angreals sont des artefacts très rares.  Ils se présentent en général sous la forme de figurines de tailles variables, allant de quelques centimètres à plusieurs dizaines de centimètres.  Néanmoins, ils restent en général des objets peu encombrants pouvant être placés dans une escarcelle, ou attachés à une ceinture.
Il existe des angreals fonctionnant pour canaliser plus de saidin, et d'autres pour canaliser plus de saidar. Aucun ne peut permettre un accroissement dans la maîtrise du Pouvoir. Pour le saidin, ce sont souvent des statuettes représentant un homme, les mains vides levées ou avec une épée, et pour la saidar une représentation d'une femme.
Un angreal ne possède pas de Pouvoir en lui-même, il est seulement un objet capable d'augmenter la quantité de pouvoir que l'on peut canaliser sans risque, de diminuer la fatigue ressentie après coup, et d'utiliser le Pouvoir plus longtemps.
Les deux angreals les plus utilisés dans le cycle sont sûrement ceux de Moiraine, qu'elle utilise pour combattre les Trollocs ou pour opérer une guérison particulièrement difficile, et de Rand al'Thor, représentant un homme avec une épée, trouvé à Tear, qu'il porte constamment sur lui pour parer à toute nécessité.
Les deux lieux où l'on trouve le plus d'angreals sont la Tour Blanche, à Tar Valon, et la cité en ruines de Rhuidean dans le Désert des Aiels.

### Cor de Valère
Le Cor de Valère est un cor capable d'appeler les héros auxquels il est lié, même s'ils sont morts. Une fois que quelqu'un souffle dans le Cor, un lien est formé entre ce personnage et le Cor. Jusqu'à sa mort, seule cette personne pourra utiliser le Cor de Valère. Quiconque d'autre soufflant dedans n'obtiendra rien d'autre que le son, le Cor n'appelant les héros que pour celui auquel il est lié.
Le Cor est doré, orné d'une écriture d'argent. Le texte dit : "Tia mi aven Moridin isainde vadin" ce qui, traduit de l'ancienne langue, donne: « la tombe n'est pas un obstacle à mon appel ».
Après la Destruction du Monde, le Cor fut enfermé dans L'Œil du monde. Il fut découvert, plus ou moins 3000 années plus tard, par Rand al'Thor, et emmené à Fal Dara. Cependant, des Amis du Ténébreux réussirent à le voler. Padan Fain prit le contrôle de ces Amis du Ténébreux, et transporta le Cor jusqu'à Falme, où il le donna au Seigneur Turak, des Seanchans. Cependant, un groupe dirigé par Ingtar, de Fal Dara, et comprenant Rand, Mat et Perrin les poursuivait dans le but de récupérer le Cor et le poignard de Mat, pris à Shadar Logoth et volé en même temps que le Cor. Ce groupe arriva à Falme après Padan Fain et réussit à récupérer le Cor, Rand al'Thor tuant Turak par la même occasion.
Peu après, ils se trouvèrent coincés entre deux armées : les Seanchans, et une armée de Blancs Manteaux. Mat Cauthon souffla alors dans le Cor. L'armée des Blancs Manteaux fut annihilée alors que le Cor prenait effet et, lorsque les héros apparurent, menés par Arthur Aile-de-Faucon, ils repoussèrent les Seanchans à l'eau. Après cela, le Cor fut transporté à Tar Valon et caché dans la Tour Blanche.
Ces événements prirent place dans les livres suivants : 
- L'Œil du monde : découverte du Cor
- La Grande Quête : poursuite de Fal Dara à Cairhien puis jusqu'à Falme

### Cour'souvra
Les cour'souvra (pièges à esprits ou en anglais mindtrap) sont des objets utilisés exclusivement par le Réprouvé Moridin, qui possède les Cour'souvra de Moghedien et Cyndane.

### Mode d'action
Le Cour'souvra est un objet en cristal et en métal. Quand le sang d'une personne qui canalise est mis en contact avec sa salive puis jeté dans le Shayol Ghul, la personne qui possède le Cour'souvra obtient un contrôle total sur l'autre. Si le Cour'souvra est brisé, l'âme de la victime est scellée dans le cristal, et son corps devient une marionnette sans âme au service de son détenteur. On remarque les similitudes entre le cour'souvra et l'adam des Seanchans, la différence étant qu'un adam piège le corps, alors que le cour'souvra piège l'esprit/l'âme.
La première apparition du cour'souvra a lieu dans le livre Une couronne d'épées, lorsque Shaidar Aran impose le rituel à Moghedien, puis confie le cour'souvra ainsi créé à Moridin.

### Cuendillar
La cuendillar (nommée aussi Pierre-à-cœur) est un matériau dont l'origine remonte à l'Ere des légendes. C'est un matériau considéré comme indestructible, même par des Aes Sedai. Au contraire, l'utilisation du Pouvoir Unique sur de la cuendillar ne fera que la renforcer. C'est pour cette raison que les sept Sceaux sur la prison du Ténébreux sont en cuendillar.
De nombreux petits objets ont été fabriqués dans ce matériau, et sont restés intacts jusqu'à l'Ere actuelle. Étant donné leur rareté, les objets en cuendillar sont très recherchés par les collectionneurs, et peuvent se vendre une petite fortune.
Le secret de fabrication s'est perdu depuis l’Ère des légendes, mais récemment, Egwene Al'Vere est parvenue à retrouver le tissage qui en permet la création.

### Sa'angreals
Les sa'angreals sont des Armes du Pouvoir.
Encore plus que les angreals, les sa'angreals sont des objets très rares permettant de canaliser davantage encore de Pouvoir unique qu'il serait possible de le faire pour son utilisateur en temps normal, ou avec un angreal.
Les sa'angreals peuvent se présenter sous n'importe quelle forme, de n'importe quelle dimension, parfois même être exposés à la vue de tous sans qu'on les remarque. Tout comme les angreals, il existe des sa'angreals fonctionnant pour canaliser plus de Saidar, et d'autres pour canaliser plus de Saidin. Dans les deux cas, aucun ne peut permettre un accroissement dans la maîtrise du Pouvoir.
Un sa'angreal ne possède pas de Pouvoir en lui-même, il est juste un objet rarissime capable d'augmenter considérablement la quantité de Pouvoir que l'on peut canaliser sans risque, de diminuer la fatigue ressentie après coup, et d'utiliser le Pouvoir plus longtemps, généralement dans les mêmes proportions, par rapport aux angreals, que ces derniers par rapport à une personne sans aucune aide.
Les deux lieux où l'on trouve le plus de sa'angreals sont probablement la Tour Blanche, à Tar Valon et encore une fois, la cité en ruines de Rhuidean dans le Désert des Aiels. Néanmoins, même en ces lieux où sont entreposés les plus grandes réserves d'objets ayant un rapport avec le Pouvoir, les sa'angreals ne sont pas chose courante. La Tour Blanche elle-même ne dispose que de quelques-uns, qui ne sont utilisés qu'en des occasions exceptionnelles. L'Amyrlin de Tar Valon a le privilège de pouvoir en utiliser un en cas de nécessité, mais avec prudence et parcimonie.
En effet, le danger des sa'angreals réside justement dans leur puissance. Ils permettent parfois tellement de canaliser qu'ils échappent au contrôle de l'Aes Sedai qui s'en sert, de sorte que celui-ci accumule de plus en plus de Pouvoir, incapable de se retenir, et finit par se tuer, brûler sa capacité à canaliser, ou tout détruire autour de lui (voire un mélange des trois).

#### Callandor
Callandor, dans la Pierre de Tear, est le troisième sa'angreal le plus puissant ayant jamais existé. Il a l'apparence d'une épée de cristal, et ne peut être utilisé que par un homme. Seul le Dragon Réincarné peut le retirer du Cœur de la Pierre où il repose (d'où son surnom l'Epée-qui-ne-peut-pas-être-touchée).
Rand al'Thor le récupéra lors de l'assaut de la Pierre de Tear, et s'en servit pour détruire Ishamael. Plus tard, il canalisa et détruisit en un instant des centaines de Trollocs infiltrés dans la Pierre de Tear. Pour éviter de devoir veiller sur l'épée, il la ficha dans le sol du Cœur de la Pierre, tout en créant un tissage mortel tout autour, de façon à repousser ou tuer tout Réprouvé qui tenterait de la récupérer, et pour affirmer aux Hauts-Seigneurs de Tear, que même s'il part, il reviendra chercher Callandor.
Il s'en servit une autre fois, mais de façon désastreuse, pour repousser les Seanchans à proximité d'Illian. Le canalisage échappa à son contrôle et dévasta les deux armées avant qu'il ne s'arrête. Après cet épisode, Cadsuane Melaidhrin l'avertit que Callandor comporte un défaut (la corruption du Saidin est amplifiée par l'épée), et qu'il faut que deux femmes se lient à l'homme qui brandit l'épée, pour que le sa'angreal puisse être utilisé en toute sécurité (l'une des deux femmes devant contrôler les flux).
Lorsque vint le moment de purifier le Saidin, il confia l'épée à l'un de ses Asha'mans (lié à deux femmes pour l'occasion) pour que ce dernier puisse les protéger durant le canalisage des Choedan Kal.

#### Choedan Kal
Les deux plus puissants sa'angreals sont appelés Choedan Kal. Ils n'ont été achevés qu'après la Destruction du Monde (et heureusement, sans quoi il n'y aurait peut-être pas eu de survivants). L'un, fonctionnant avec le Saidin, fut enterré en Cairhien, l'autre avec le Saidar dans l'île de Tremalking. Ils ont tous deux l'apparence d'une grande sphère de cristal tenue dans la main d'une statue. Chacun d'eux, d'une taille imposante, est relié à plusieurs ter'angreals permettant à son utilisateur de s'en servir à quelque endroit qu'il soit. Ces ter'angreals (surnommés clés d'accès) ont l'apparence d'une statuette grande comme la main et représentant les statues d'origine tenant leur sa'angreal. Deux clés se trouvaient à Rhuidean, au milieu des ter'angreals. Une autre, brisée, était à Tanchico, dans une vitrine du palais de la Panarch.
Celui du Cairhien fut utilisé lorsque Rand affronta Asmodean pour la possession de la clé d'accès. Chacun d'eux tenant la statue, le Pouvoir canalisable par le Choedan Kal était réparti exactement entre eux deux. L'énergie ainsi canalisée puis libérée chassa la brume perpétuelle de Rhuidean, et fit remonter à la surface la poche d'eau souterraine, formant un grand lac au pied de la ville.
Les deux Choedan Kal furent à nouveau sollicités lorsque Rand voulut purifier le Saidin. Il se lia à Nynaeve, lui donna la clé d'accès féminine, et garda la clé masculine. Leur canalisage dura des heures, mais Rand réussit à purifier le Saidin. Cependant, le sa'angreal de Tremalking fut détruit à la suite de cette utilisation.

### Ter'angreals
Les Ter'angreals sont des objets ayant trait le plus souvent au Pouvoir unique. Cependant, ce n'est pas toujours le cas. Contrairement aux Angreals et aux Sa'angreals, les ter'angreals ne nécessitent pas forcément de canalisage, selon les cas. De plus, ceux-ci fonctionnent indifféremment pour les hommes et pour les femmes.
Les ter'angreals sont généralement de petits artefacts, peu encombrants : des anneaux, des pierres, des statuettes, mais ils peuvent aussi avoir une certaine envergure, comme les portails tors qui se trouvent dans la Pierre de Tear ou à Rhuidean.
L'utilité des ter'angreals est extrêmement variée. La majorité de ceux qui existent encore de nos jours ne servent pas à la tâche pour laquelle ils étaient prévus à la base, voire ne servent pas du tout car personne n'a réussi à en comprendre le fonctionnement.
Une des particularités communes à tous, est que si l'on se sert de deux ter'angreals similaires en un même endroit, ils entrent dans une sorte de résonance qui perturbe dangereusement leur fonctionnement. Si l'on continue de s'en servir alors, ils finissent par fondre avec des effets désastreux, souvent mortels sur ceux qui les utilisent.
Seuls quelques ter'angreals sont utilisés d'une manière ou d'une autre. En voici quelques exemples :
- Un anneau tacheté en forme de Ruban de Möbius permettant d'accéder au monde des rêves. Ne nécessite pas de canaliser. Dangereux, car les effets physiques subis dans les rêves se répercutent dans la réalité, jusqu'à la mort de l'utilisateur le cas échéant.
- Un minuscule hérisson sculpté qui peut être utilisé pour endormir pendant des heures toute personne canalisant à proximité. Utilisé par l'Ajah Noire pour tendre des pièges.
- Un bâton de couleur blanche cannelé d'environ une coudée de long. Produit du Malefeu quand on s'en sert pour canaliser. Très dangereux.
- Un portail permettant d'accéder à un monde parallèle où l'on peut, à ses risques et périls, obtenir l'accomplissement de ses souhaits ou la réponse à trois questions. Les résultats des demandes sont toutefois généralement incompréhensibles, ou en tout cas pas exactement ce que l'on avait souhaité.
- Un médaillon que Mat a trouvé dans l'un de ces portails, qui dissipe les flots de canalisage exercé sur son porteur. Ne nécessite pas de canaliser.
- Deux ter'angreals, reliés chacun au plus puissant sa'angreal masculin et féminin pour permettre à leur porteur de s'en servir à distance.
- L'adam, une sorte de collier permettant à une personne sachant canaliser d'en contrôler totalement une autre, de pouvoir lui infliger une douleur psychique et de la forcer à obéir à n'importe quel ordre contre son gré. Utilisé par les Seanchans.
- Un portail que les Aes Sedai utilisent et qui vous place face à vos trois plus grandes craintes. Sert d'épreuve pour devenir Acceptée. Les novices qui y entrent doivent le faire sans aucune protection, et y perdent tout souvenir durant la durée de l'épreuve. Certaines personnes n'en reviennent jamais.

## Daes Dae'mar
Le Daes Dae'mar, connu aussi sous le nom de Grand Jeu des Maisons (nobles), est le nom donné aux intrigues, complots et manipulations en tout genres visant à obtenir des avantages politiques. Il est pratiqué par les grandes Maisons seigneuriales, particulièrement dans le sud, comme en Illian ou dans le Tear. Le Cairhien est réputé pour être le pays ou la pratique du Daes Dae'mar est la plus intensive, étendue en fait dès le berceau à l'intégralité de la population. En effet, toutes les habitants le pratiquent, des nobles aux paysans et même les gardes et soldats. Au contraire, les pays des Marches comme le Shienar le pratiquent très peu, n'ayant pas le temps de se consacrer à ses pratiques. Ils sont cependant conscient de l'existence de ce "jeu" et en connaissent les caractéristiques. Ils comprennent les buts du Daes Dae'mar en comparant cette pratique à un point de vue stratégique, qu'il connaissent bien mieux. 
Une grande valeur est attribuée dans le Grand Jeu à la subtilité, à feindre de vouloir atteindre un certain but alors qu'on en vise un autre, et parvenir à ses fins avec le moins d'efforts apparents. Le plus souvent pratiqué sous l'aspect de joutes verbales ou chaque interlocuteur cherche à deviner les faiblesses de l'autre, à se procurer des informations ou acquérir un avantage, le Dae Dae'mar peut parfois aller jusqu'au meurtre dans les cas les plus extrêmes.
Plusieurs personnages apparaissant dans la série sont des adeptes ou des maîtres du Daes Dae'mar. On peut citer par exemple Thom Merrilin, dont il est dit qu'il peut y jouer en dormant. Morgase Trakand, Reine d'Andor, en est aussi une grande pratiquante. Rand al'Thor, par l'intermédiaire de Moiraine, en a appris toutes les ficelles et en est maintenant un grand pratiquant. 
Des rumeurs courent sur le fait que le Jeu des Maisons aurait été inventé par les Aes Sedai, car celles-ci sont des spécialistes dans l'art de faire croire aux gens ce qu'elles veulent qu'ils croient, du fait des Trois Serments, ne pouvant pas mentir mais parlant de façon détournée.
Il est dit par Thom Merrilin, que le Grand Jeu requiert beaucoup de stratégie, et que les Rois et Reines y sont particulièrement fort, ainsi que les généraux, ayant un grand sens tactique. Il y fait le lien entre le jeu de Pierres et le Grand Jeu. Un grand joueur de Pierres est un excellent joueur au Daes Dae'mar.

## Draghkars
Les Draghkars sont des créatures redoutables du Seigneur des Ténèbres, nées de la déformation d'une souche humaine avec des capacités conférées par le Ténébreux. D'apparence, un Draghkar est un homme de haute taille, aux ailes semblables à celles d'une chauve-souris, aux mains fines, aux bras grêles, avec une peau très pâle et des yeux immenses. Il est capable d'hypnotiser la plupart de ses ennemis grâce à son chant. Le chant du Draghkar, en effet, peut immobiliser ses ennemis, qui perdent soudain toute volonté et toute capacité à réagir. Alors, le Draghkar se penche vers sa proie et lui donne un baiser qui est mortel. En fait, il ne mord pas sa victime, mais son baiser consume l'âme de sa victime avant de lui prendre la vie.
Les Draghkars ont la faculté de détecter l'utilisation du Pouvoir unique, tout comme les Myrddraals. Leurs ailes leur permettent de se déplacer très rapidement et silencieusement, ce qui en fait des sbires tout désignés pour l'exploration et la traque d'ennemis dangereux.
Un homme ou une femme empli de la Vraie Source peut résister à l'attirance du chant du Draghkar, mais si celui-ci parvient à obtenir l'effet de surprise, sa victime est condamnée à moins que quelqu'un d'autre ne vienne lui porter secours.
Selon Lan, les Draghkars sont des créatures bien pires que les Myrddraals et les Trollocs, et Rand al'Thor considère qu'ils sont plus dangereux, même s'ils sont plus faciles à tuer que les Myrddraals car leur morphologie n'est pas adaptée au maniement d'arme.
Rand, Moiraine et plusieurs de leurs amis doivent à plusieurs reprises échapper à leurs attaques, et s'en sortent souvent de justesse.

## Machin Shin
Les Voies comportent de nombreux dangers, dont le plus important est le Machin Shin, aussi appelé Vent Noir. Cette créature immatérielle erre dans les Voies, invisible et mortel. Maléfique, il se complaît à tuer ses victimes en les privant de leur âme.
À l'origine, il n'y avait pas de Machin Shin dans les Voies. On pense qu'il est né de la souillure du Saidin par le Ténébreux, quand l'Ombre envahit les Voies. Le Vent Noir a la particularité de tuer ou de rendre fou tous les êtres vivants qu'il peut trouver. Il se nourrit apparemment de ses victimes (même si on ignore de quoi exactement) et, si on s'en approche suffisamment, on peut entendre comme une voix glaçante qui parle de se gorger de sang, de déchiqueter les chairs pour s'en rassasier. Le seul signe annonciateur de sa venue est un souffle d'air, comme si un vent glacial se déplaçait, et la venue d'une ombre d'une telle opacité  que la nuit en paraît claire. C'est de cette particularité qu'il tient son nom.
La seule limite connue au Vent Noir est qu'il est incapable de sortir des Voies, c'est une créature que personne ne peut contraindre, acheter ou manipuler. Néanmoins il est lié à l'endroit qui l'a vu naître et ne peut en sortir. 
Les Proies du Machin Shin
Le dernier Ogiers à avoir pénétré dans les Voies et à en être ressorti vivant fut un chanteur d'arbres venu d'un Stedding près de Cairhien. Cet Ogier devint un corps vide d'âme, privé de toute vie, de toute intelligence, une créature incapable de se mouvoir d'elle-même, et totalement dépendante des autres pour survivre.
Lorsqu'ils furent pressés par la nécessité, Moiraine, Lan, Rand, Perrin, Mat, Egwene et Nynave empruntèrent les Voies à Caemlyn, guidés par Loial. Après deux jours de parcours sans histoire, ils furent rattrapés par le Machin Shin, et Moiraine ne put le retenir que quelques secondes, juste assez pour leur permettre de se mettre à l'abri. En effet, le Machin Shin est tellement redoutable que, d'après Moiraine, même une douzaine d'Aes Sedai liées ne parviendraient pas à le « blesser » significativement, sans même parler de le tuer.
Quand, plus tard, Perrin retourna aux Deux-Rivières par les Voies, le Vent Noir faillit le rattraper à nouveau, mais il réussit à s'en sortir indemne, chance que n'eurent pas des centaines de Trollocs lancés contre lui…